# Aaron Eckhart
Aaron Edward Eckhart (Cupertino, 12 marzo 1968) è un attore statunitense.
È noto per il ruolo di Due Facce ne Il cavaliere oscuro di Christopher Nolan e per il ruolo del presidente degli USA in Attacco al potere - Olympus Has Fallen e Attacco al potere 2.

## Biografia
Figlio di un dirigente di una società di informatica e di una scrittrice di libri per bambini, è cresciuto a Cupertino in California assieme ai due fratelli, per poi trasferirsi prima in Inghilterra e poi in Australia, dove ha studiato. Tornato negli Stati Uniti, ha studiato teatro e cinema presso la Brigham Young University, dove ha incontrato il regista Neil LaBute.
Dopo le prime esperienze in film TV come Testimonianza pericolosa, ha debuttato sul grande schermo nel film Nella società degli uomini del commediografo-regista Neil LaBute, di cui diventerà attore feticcio, interpretando molti dei suoi film, tra cui Amici & vicini. Nel 1999 ha ottenuto un ruolo nel già ricco cast di Ogni maledetta domenica - Any Given Sunday di Oliver Stone, mentre nel 2000 ha recitato al fianco di Julia Roberts nel ruolo del tenero e rude motociclista in Erin Brockovich - Forte come la verità. Nel 2001 ha collaborato nuovamente con il regista Neil LaBute in Betty Love con Renée Zellweger e in Possession - Una storia romantica con Gwyneth Paltrow. Nel 2001 è stato diretto, assieme a Jack Nicholson, da Sean Penn nel film La promessa.
Nel 2003 ha recitato nel film di fantascienza Paycheck e nel catastrofico The Core, ottenendo invece una nomination al Golden Globe per la sua interpretazione del lobbista Nick Naylor in Thank You for Smoking (2005). La pellicola è stata valutata molto bene dalla critica e ha ottenuto un buon successo fra il pubblico, premiando il regista Jason Reitman con il National Board of Review of Motion Pictures Awards nel 2006 e l'Indipendent Spirit Award nel 2007.
Nel 2006 ha lavorato nel noir di Brian De Palma Black Dahlia. Nel 2007 ha recitato al fianco di Catherine Zeta-Jones in Sapori e dissapori, remake del film tedesco Ricette d'amore e l'anno successivo nel ruolo di Harvey Dent, alias Due Facce ne Il cavaliere oscuro. Nel 2009 è stato al fianco di Jennifer Aniston nel film drammatico/romantico Qualcosa di speciale. Nel 2014 è stato il protagonista di I, Frankenstein, interpretando in chiave riveduta e corretta il personaggio della creatura creata dal dottor Frankenstein. Nel 2016 recita a fianco di Tom Hanks, nel biografico Sully, diretto da Clint Eastwood.

## Filmografia

### Cinema
- Il massacro degli innocenti (Slaughter of the Innocents), regia di James Glickenhaus (1994)
- Nella società degli uomini (In the Company of Men), regia di Neil LaBute (1997)
- Amici & vicini (Your Friends & Neighbors), regia di Neil LaBute (1998)
- Thursday - Giovedì (Thursday), regia di Skip Woods (1998)
- Molly, regia di John Duigan (1999)
- Ogni maledetta domenica - Any Given Sunday (Any Given Sunday), regia di Oliver Stone (1999)
- Erin Brockovich - Forte come la verità (Erin Brockovich), regia di Steven Soderbergh (2000)
- Betty Love (Nurse Betty), regia di Neil LaBute (2000)
- La promessa (The Plegde), regia di Sean Penn (2001)
- Possession - Una storia romantica (Possession), regia di Neil LaBute (2002)
- The Missing, regia di Ron Howard (2003)
- Paycheck, regia di John Woo (2003)
- The Core, regia di Jon Amiel (2003)
- Suspect Zero, regia di E. Elias Merhige (2004)
- Thank You for Smoking, regia di Jason Reitman (2005)
- Neverwas - La favola che non c'è (Neverwas), regia di Joshua Michael Stern (2005)
- Black Dahlia, regia di Brian De Palma (2006)
- Il prescelto (The Wicker Man), regia di Neil LaBute (2006) - cameo
- Sapori e dissapori (No Reservations), regia di Scott Hicks (2007)
- Ti presento Bill (Meet Bill), regia di Bernie Goldman (2007)
- Niente velo per Jasira (Towelhead), regia di Alan Ball (2007)
- Il cavaliere oscuro (The Dark Knight), regia di Christopher Nolan (2008)
- Qualcosa di speciale (Love Happens), regia di Brandon Camp (2009)
- Rabbit Hole, regia di John Cameron Mitchell (2010)
- World Invasion (Battle: Los Angeles), regia di Jonathan Liebesman (2011)
- The Rum Diary - Cronache di una passione (The Rum Diary), regia di Bruce Robinson (2011)
- The Expatriate - In fuga dal nemico (Erased), regia di Philipp Stölzl (2012)
- Attacco al potere - Olympus Has Fallen (Olympus Has Fallen), regia di Antoine Fuqua (2013)
- I, Frankenstein, regia di Stuart Beattie (2014)
- My All American, regia di Angelo Pizzo (2015)
- Incarnate - Non potrai nasconderti (Incarnate), regia di Brad Peyton (2016)
- Attacco al potere 2 (London Has Fallen), regia di Babak Najafi (2016)
- Sully, regia di Clint Eastwood (2016)
- Bleed - Più forte del destino (Bleed for This), regia di Ben Younger (2016)
- Midway, regia di Roland Emmerich (2019)
- Live! Corsa contro il tempo (Line of Duty), regia di Steven C. Miller (2019)
- Wander - Inganno mortale (Wander), regia di April Mullen (2020)
- Ambush - L'imboscata (Ambush), regia di Mark Burman (2023)
- Chief of Station - Verità a tutti i costi (Chief of Station), regia di Jesse V. Johnson (2024)
- CIA - Un uomo nel mirino (Classified), regia di Roel Reiné (2024)

### Televisione
- Testimonianza pericolosa (Double Jeopardy), regia di Lawrence Schiller – film TV (1992)
- Aliens in the Family – serie TV, episodio 1x01 (1996)
- Frasier – serie TV, episodi 11x19-11x20 (2004)
- The Romanoffs – serie TV, episodio 1x01 (2018)
- The First Lady – serie TV, 10 episodi (2022)
- K9 - Squadra antidroga (Muzzle), regia di John Stalberg - film TV (2023)

## Doppiatori italiani
Nelle versioni in italiano delle opere in cui ha recitato, Aaron Eckhart è stato doppiato da:
- Francesco Prando in Ti presento Bill, Rabbit Hole, Attacco al potere - Olympus Has Fallen, I, Frankenstein, Attacco al potere 2, Live! - Corsa contro il tempo, The First Lady, Ambush - L'imboscata, K9 - Squadra antidroga, CIA - Un uomo nel mirino
- Massimo Rossi in La promessa, Thank You for Smoking, Black Dahlia, Sapori e dissapori, Il cavaliere oscuro, The Expatriate - In fuga dal nemico, Incarnate - Non potrai nasconderti, The Romanoffs, Chief of Station - Verità a tutti i costi.
- Vittorio De Angelis in Molly, Suspect Zero, The Rum Diary - Cronache di una passione
- Angelo Maggi in Ogni maledetta domenica - Any Given Sunday, The Missing, Paycheck
- Roberto Pedicini in Betty Love, Niente velo per Jasira
- Fabrizio Pucci in World Invasion, Midway
- Massimo De Ambrosis in Nella società degli uomini
- Sergio Di Giulio in Amici & vicini
- Ivo De Palma in Thursday - Giovedì
- Roberto Chevalier in Erin Brockovich - Forte come la verità
- Luca Ward in Possession - Una storia romantica
- Francesco Pannofino in The Core
- Teo Bellia in Neverwas - La favola che non c'è
- Stefano Benassi in Qualcosa di speciale
- Simone D'Andrea in Sully
- Franco Mannella in Bleed - Più forte del destino
- Mario Cordova in Wander - Inganno mortale

## Riconoscimenti
- Golden Globe
  - 2007 – Candidatura al miglior attore in un film commedia o musicale per Thank You for Smoking
- Central Ohio Film Critics Association Awards
  - 2009 – Miglior cast per Il cavaliere oscuro (condiviso con il resto del cast)
- Chicago Film Critics Association
  - 1998 – Candidatura all'attore più promettente per Nella società degli uomini
- CinEuphoria Awards
  - 2014 – Candidatura al miglior attore per Rabbit Hole
  - 2014 – Candidatura alla migliore coppia per Rabbit Hole (condivisa con Nicole Kidman)
  - 2014 – Candidatura al miglior cast per Rabbit Hole (condivisa con il resto del cast)
- Critics' Choice Awards
  - 2009 – Candidatura al miglior cast corale per Il cavaliere oscuro (condivisa con il resto del cast)
- Denver International Film Festival
  - 2011 – Premio all'eccellenza nella recitazione per Rabbit Hole
- Independent Spirit Awards
  - 1998 – Migliore performance di debutto per Nella società degli uomini
  - 2007 – Candidatura al miglior attore protagonista per Thank You for Smoking
  - 2011 – Candidatura al miglior attore protagonista per Rabbit Hole
- Golden Schmoes Awards
  - 2006 – Candidatura al miglior attore dell'anno per Thank You for Smoking
  - 2008 – Candidatura al miglior attore non protagonista dell'anno per Il cavaliere oscuro

- Indiana Film Journalists Association
  - 2016 – Candidatura al miglior attore non protagonista per Bleed - Più forte del destino
- Online Film & Television Association
  - 1998 – Candidatura alla miglior performance rivelazione per Nella società degli uomini
- People's Choice Awards
  - 2009 – Miglior cast per Il cavaliere oscuro (condiviso con il resto del cast)
- Prism Awards
  - 2007 – Candidatura alla miglior performance in un lungometraggio per Thank You for Smoking
- San Diego Film Critics Society Awards
  - 2010 – Candidatura al miglior attore per Rabbit Hole
- Satellite Award
  - 1998 – Miglior talento emergente per Nella società degli uomini
  - 2006 – Candidatura al miglior attore in un film commedia o musicale per Thank You for Smoking
- Saturn Award
  - 2009 – Candidatura al miglior attore non protagonista per Il cavaliere oscuro
- Scream Award
  - 2008 – Candidatura al miglior villain per Il cavaliere oscuro
- St. Louis Film Critics Association
  - 2006 – Candidatura al miglior attore per Thank You for Smoking
- Taormina Film Fest
  - 1997 – Miglior attore per Nella società degli uomini (ex aequo con David Douche per L'età inquieta)